# James Henry Reynolds
Luitenant-kolonel James Henry Reynolds (VC), (Kingstown), Dún Laoghaire, Dublin, 3 februari 1844 - Londen, 4 maart 1932), was een Iers gedecoreerde met het Victoria Cross, de hoogste en meest prestigieuze onderscheiding voor dapperheid en moed in het zicht van de vijand die kan worden toegekend aan de Britse- en Commonwealth (Gemenebest) strijdkrachten.

## Zijn levensloop
James Henry Reynolds werd geboren in Dublin op 3 februari 1844. Hij doorliep zijn opleiding voor dokter-chirurg in de Castleknock School in Dublin. Hij behaalde zijn Bachelor of Medicine en Bachelor in de Chirurgie (Doctoraat in Chirurgie) van het Trinity College in Dublin in 1867, voordat hij toetrad tot de Army Medical Department (AMD) in maart 1868. Hij diende met het 36e Regiment of Foot in India in 1869-1870. Hij werd ziek naar huis gestuurd na een ernstige uitbraak van cholera die het regiment had geteisterd.
Hij kwam in Zuid-Afrika in augustus 1874 en later ging hij met het 1/24e op expeditie naar de Diamond Fields in 1875. Hij diende samen met zowel het 1/24e- en het 88e Regiment tijdens de Oostelijke Grenscampagnes in 1877-1878, en was aanwezig bij de actie nabij Mpetu in januari 1878. 
Tegen 22 januari 1879, vond hij dat hij zelf verantwoordelijk was voor het veldhospitaal op Rorke's Drift, waar hij de zieken en gewonden bleef verzorgen, nog enkele weken na de slag.
James Henry Reynolds was 34 jaar oud en een chirurg-majoor in de Medische Legerdienst (later Royal Army Medical Corps), Britse leger tijdens de Zoeloe-oorlog, toen de volgende actie plaatsvond, die van de Slag bij Rorke's Drift, waarvoor hij bekroond werd met het VC. Hij was samen met de Britse troepen in Rorke's Drift waar hij de patiënten in het ziekenhuis verzorgde. Daarna opereerde en verzorgde hij voortdurend de gewonde Britse soldaten onder medisch erbarmelijke en hachelijke omstandigheden, tijdens de aanvallen van de Zoeloe's op de missiepost en het hospitaal.
Op 22 januari/23 januari 1879, op Rorke's Drift, Natal, Zuid-Afrika, was dokter-chirurg-majoor Reynolds aanwezig bij deze slag en opereerde en verzorgde hij de gewonden, blootgesteld onder voortdurende beschietingen, kruisvuur en speren van de Zoeloe's. Aan de lopende band behandelde hij de vele binnengebrachte gewonden op een altaartafel of op een stoel van de plaatselijke kapel van de Zweedse predikant Witt. Vlak vóór de aanval was hij samen met predikant Witt en zijn dochter-verpleegster weggestuurd van Rorke's Drift voor hun veiligheid. Daarna werd de chirurg teruggebracht voor de medische bijstand tijdens de aanval. Terwijl hij opereerde en bijgestaan werd door soldaten-brancardiers, vielen de Zoeloe's vanuit het kapelraam aan. Verscheidene soldaten die stand-by stonden, schoten hen vanuit het raam neer terwijl Reynolds opereerde. De altaartafel werd daarna "ontsmet" en gereinigd met emmers water om het bloed te verwijderen. Dokter Reynolds verzorgde ook de bevelhebber op dit moment, luitenant John Chard, die aan zijn kaak verwond werd door een assegaai.
Chirurg Reynolds had ook aan zijn zijde, de hele tijd tijdens de slag, zijn trouwe hond, een foxterriër, genaamd "Dick". Dick lag nog nooit zo onder vuur en speren die om hen heen vielen. Hij verliet zijn plaats slechts één keer om een Zoeloe te bijten die te dichtbij kwam. Dick werd speciaal vernoemd in de aanhaling voor: "zijn constante aandacht voor de gewonden in het kader van het vuur vanwaar het ook kwam !" Na deze slag werd hij gepromoveerd tot Chirurg-majoor en was hij aanwezig in het Britse kamp, het Fort Nolela voor de definitieve Slag bij Ulundi in juli 1879. Reynolds kreeg de VC van kolonel RT Glyn, CB, tijdens een speciale parade van het 1/24e Regiment op Pinetown Camp, buiten Durban op dinsdag 26 augustus 1879.
Bij zijn terugkeer naar Ierland werd hij benoemd tot S.M.O. voor de medische ondersteuning voor de expeditie van kapitein Charles Boycott, tijdens de zogenaamde Ierse Landoorlog van 1880.
Reynolds heeft het leger na 27 jaar trouwe dienst met de rang van brigade Chirurg-luitenant-kolonel in 1896, verlaten.
Hij woonde een speciaal diner ter ere van de VC-houders bij in het House of Lords in november 1929. Hij stierf, niet ouder dan 88 jaar, in het Empire Nursing Home, Londen en ligt begraven op de Saint-Mary's rooms-katholieke begraafplaats, graf nr. 504 R/C afdeling. (Zijn Victoria Cross, de Zuid-Afrikaanse campagne medaille en de gouden medaille van de British Medical Association zijn momenteel in bruikleen bij het Army Medical Services Museum, Keogh Barracks, Ash Vale, Aldershot, Hampshire).

## Waarom werd hij onderscheiden met het VC?
Onder zware omstandigheden opereerde en verzorgde hij de gewonden tijdens de Zoeloe-aanval op Rorke's Drift. Hij was 34 jaar ten tijde van de verdediging.
Chirurg-dokter James Henry Reynolds overleed op 4 maart 1932 en werd begraven op het katholieke gedeelte van het Kensal Rise Cemetery, op vak 504 NE, dat toegankelijk is via Kensal Green. Er liggen nog twee andere VC-gehuldigden in deze sector R/C en 14 anderen op de belangrijkste Kensal Green begraafplaats.
Chirurg Reynolds' belangrijke verslagen van de hedendaagse Army Medical Department (AMD) rapporten, werden gepubliceerd op een later tijdstip (1928) in het Journal of the Royal Army Medical Corps.

## Militaire loopbaan
- Chirurg: 1 maart 1873[2]
- Chirurg-Majoor: 23 januari 1879[2]
- Chirurg-Luitenant-kolonel: 1 april 1887[2]
- Brigade-Chirurg Luitenant-kolonel: 25 december 1892[2]

## Medaille
- Zijn Victoria Cross ligt tentoongesteld op het Army Medical Services Museum in Aldershot, Engeland.